# Dalum-Wietmarscher Moor und Georgsdorfer Moor
Dalum-Wietmarscher Moor und Georgsdorfer Moor este o arie protejată (arie de protecție specială avifaunistică — SPA) din Germania întinsă pe o suprafață de 2.678 ha, integral pe uscat.

## Localizare
Centrul sitului Dalum-Wietmarscher Moor und Georgsdorfer Moor este situat la coordonatele 52°36′02″N 7°01′54″E / 52.6006°N 7.0317°E.

## Înființare
Situl Dalum-Wietmarscher Moor und Georgsdorfer Moor a fost declarat arie de protecție specială avifaunistică în iunie 2001 pentru a proteja 28 de specii de animale.

## Biodiversitate
Situată în ecoregiunea atlantică, aria protejată nu include niciun habitat protejat.
La baza desemnării sitului se află mai multe specii protejate de  păsări (28): ciocârlie-de-câmp (Alauda arvensis), rață lingurar (Anas clypeata), rață mică (Anas crecca crecca), Anas platyrhynchos platyrhynchos, ciuf de câmp (Asio flammeus), rața moțată (Aythya fuligula), caprimulg (Caprimulgus europaeus), Charadrius dubius curonicus, erete vânăt (Circus cyaneus), becațină comună (Gallinago gallinago), scoicar (Haematopus ostralegus), sfrâncioc roșiatic (Lanius collurio), sfrâncioc mare (Lanius excubitor excubitor), pescăruș râzător (Larus ridibundus), Limosa limosa limosa, Luscinia svecica cyanecula, codobatura galbenă (Motacilla flava), Numenius arquata arquata, pietrar sur (Oenanthe oenanthe), grangur (Oriolus oriolus), codroșul de pădure (Phoenicurus phoenicurus), ploier auriu (Pluvialis apricaria), Podiceps cristatus cristatus, Podiceps nigricollis nigricollis, mărăcinar (Saxicola rubetra), mărăcinar negru (Saxicola torquatus), fluierarul cu picioare roșii (Tringa totanus), nagâț (Vanellus vanellus).